# Puszcza Darżlubska
Puszcza Darżlubska este o arie protejată (arie de protecție specială avifaunistică — SPA) din Polonia întinsă pe o suprafață de 6.452,63 ha, integral pe uscat.

## Localizare
Centrul sitului Puszcza Darżlubska este situat la coordonatele 54°39′13″N 18°16′50″E / 54.6536°N 18.2806°E.

## Înființare
Situl Puszcza Darżlubska a fost declarat arie de protecție specială avifaunistică în octombrie 2007 pentru a proteja 14 specii de animale.

## Biodiversitate
Situată în ecoregiunea continentală, aria protejată nu include niciun habitat protejat.
La baza desemnării sitului se află mai multe specii protejate de  păsări (14): minunița (Aegolius funereus), pescăruș albastru (Alcedo atthis), cocoșul de mesteacăn (Bonasa bonasia), caprimulg (Caprimulgus europaeus), barză neagră (Ciconia nigra), porumbel de scorbură (Columba oenas), cristeiul de câmp (Crex crex), ciocănitoare neagră (Dryocopus martius), muscar (Ficedula parva), ciuvică (Glaucidium passerinum), cocor (Grus grus), codalb (Haliaeetus albicilla), sfrâncioc roșiatic (Lanius collurio), ciocârlie de pădure (Lullula arborea).